# Torre del Tostón

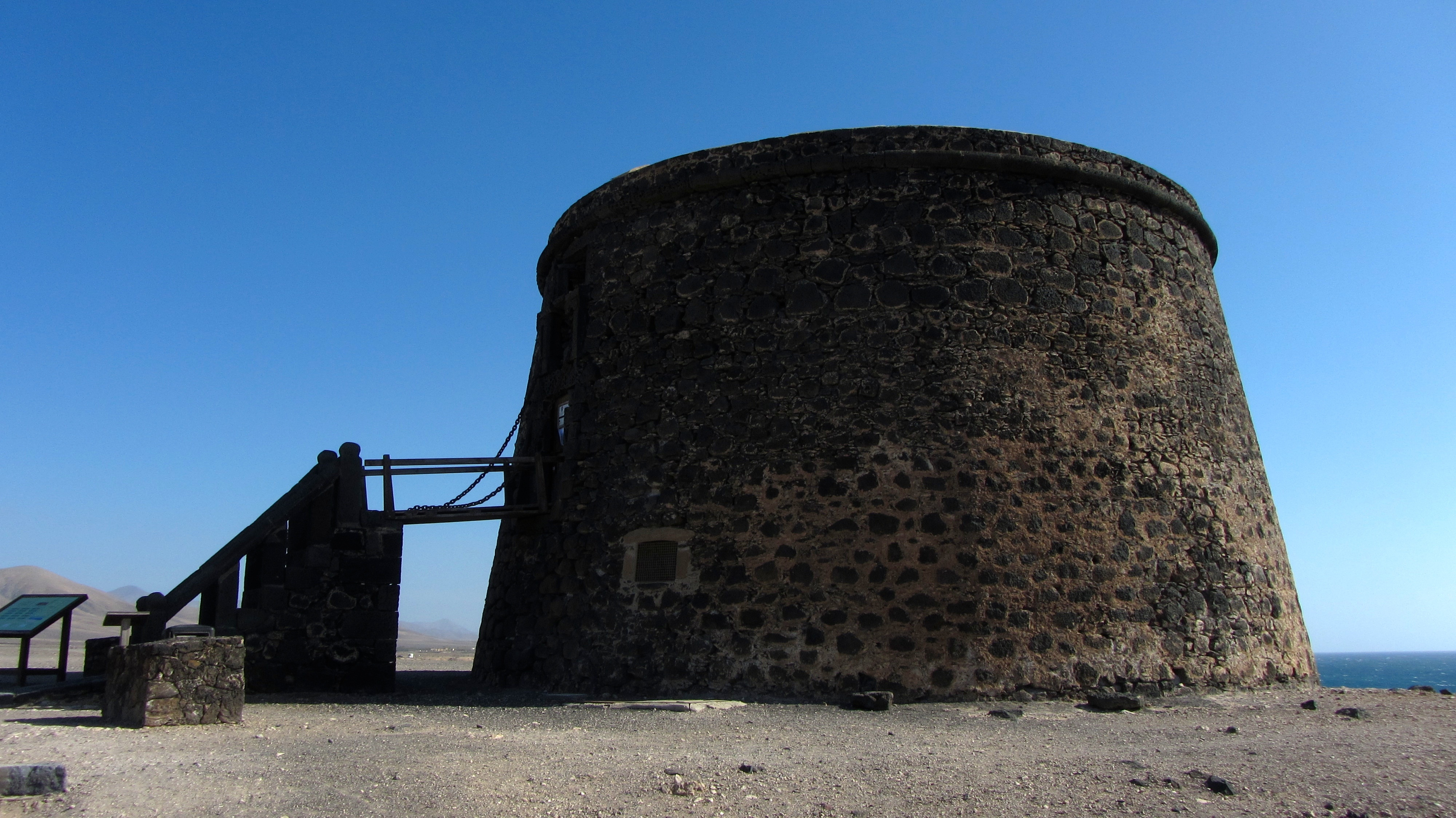
Torre del Tostón

Torre del Tostón, ook wel Castillo de El Cotillo genoemd, is een ronde verdedigingstoren bestaande uit twee verdiepingen in het dorpje el Cotillo op het Canarisch eiland Fuerteventura, Spanje. Ingenieur Claudio de L'Isle bouwde Torre del Tostón rond 1700.
Het kasteeltje met drie ijzeren kanonnen werd gebruikt om de kust en aangemeerde schepen te beschermen tegen piraten uit Frankrijk, Engeland en Barbarijse zeerovers. In 1949 werd Castillo de El Cotillo erkend als Spaans cultureel erfgoed (Bien de Interés Cultural).
Op diverse plekken verspreid over de Canarische archipel in de Atlantische Oceaan staan verdedigingstorens met dezelfde bouwstijl en karakteristieken, zoals:
- Torre de San André (Tenerife)
- Torre de Gando (Gran Canaria)
- Torreón de San Pedro Mártir (Gran Canaria)
- Torre de San Buenaventura (Fuerteventura)
- Castillo de las Coloradas (Lanzarote)